# Certhilauda subcoronata
A Certhilauda subcoronata a madarak osztályának verébalakúak (Passeriformes) rendjébe és a pacsirtafélék (Alaudidae) családjába (Alaudidae) családjába tartozó faj.

## Rendszerezése
A fajt Andrew Smith skót zoológus és ornitológus írta le 1843-ban.

## Alfajai
- Certhilauda subcoronata damarensis (Sharpe, 1904) – közép-Namíbia;
- Certhilauda subcoronata bradshawi (Sharpe, 1904) – dél-Namíbia, északnyugat-Dél-afrikai Köztársaság;
- Certhilauda subcoronata subcoronata (A. Smith, 1843) – nyugat-Dél-afrikai Köztársaság;
- Certhilauda subcoronata gilli (Roberts, 1936) – dél-Dél-afrikai Köztársaság.

## Előfordulása
Afrika déli és délnyugati részén, Angola, a Dél-afrikai Köztársaság és Namíbia területén honos. Természetes élőhelyei a  szubtrópusi és trópusi cserjések, sziklás környezetben. Állandó, nem vonuló faj.

## Megjelenése
Testhossza 22 centiméter, testtömege 31-55 gramm.

## Természetvédelmi helyzete
Az elterjedési területe nagyon nagy, egyedszáma pedig stabil. A Természetvédelmi Világszövetség Vörös listáján nem fenyegetett fajként szerepel.